# 宋慶

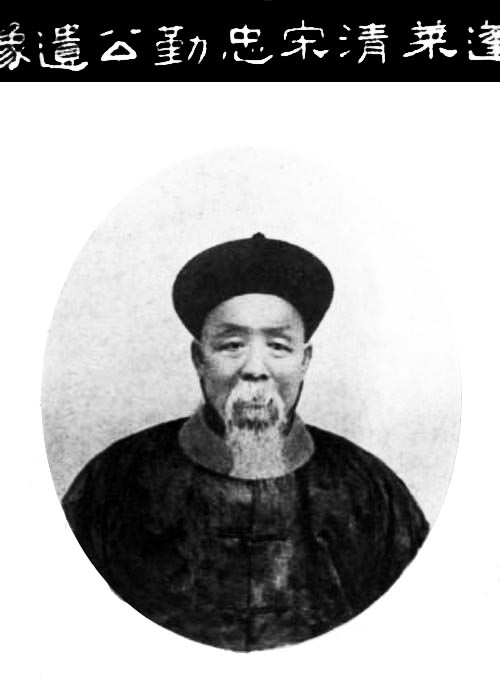
宋慶

宋 慶（そう けい、Song Qing、1820年 - 1902年（光緒28年）1月4日）は清末の軍人。字は祝三、諡は忠勤。

## 生涯
山東省蓬莱県出身。24歳のとき同郷の亳州知州宮国勛の衛士となる。捻軍の騒乱が激しくなると宮国勛に従って河南省南部から安徽省北部にかけて捻軍と戦い、宮の推薦で千総となった。1862年（同治元年）、捻軍鎮圧戦のさ中に、捻軍頭領の一人の孫之友の偽装投降を見破り、宮国勛の許しを得て孫之友を誅殺した。これを機に孫の配下だった帰順軍衆を率いることとなる。同年、功績により総兵に昇進し、バトゥルの称号を得た。以後、宋慶の軍は「毅軍」と称するようになった。
毅軍成立後も功績をあげ、1864年にはセンゲリンチン（僧格林沁）が苗沛霖を滅ぼすのを助けた。1865年から1868年の間、河南省・安徽省・直隷省・湖北省・山東省で捻軍と戦っている。その間に宋慶は南陽鎮総兵となって、河南省に毅軍の根拠地を置き、捻軍鎮圧後も解散されることなく、河南省に駐屯した。1869年、左宗棠が回民蜂起の鎮圧に向かうとこれに従った。同治11年（1872年）、粛州での治安戦に派遣され、双眼花翎を授与される。その後、涼州駐屯を経て、同治13年（1874年）9月に湖南提督・四川提督に任命されたが、実際には赴いていない。
宋慶自身は淮軍に属しておらず安徽省出身でもなかったが、毅軍の兵員の主体は李鴻章や淮軍と同じ安徽省出身者であったことから、毅軍は淮軍に準じて李鴻章の北洋軍の一翼を担うこととなり、場合によっては淮軍の一部として扱われるようにもなった。
光緒6年（1880年）、ロシアとの関係が緊張すると、清朝は旅順を軍港として経営することを始め、毅軍に旅順の防衛にあたらせた。宋慶は当初奉天で、光緒8年（1882年）以降は十数年にわたって旅順に駐屯し、日清戦争の直前には九営の軍を擁するまでになった。光緒12年（1886年）、醇親王の校閲で督練。
光緒16年（1890年）、太子少保。光緒20年（1894年）には尚書。
1894年、日清戦争が勃発すると、平壌に馬玉昆の4個営を派遣、また9月2日より幇弁北洋軍務として前方各軍を指揮したが、9月14日より李鴻章の命により九連城に赴き、葉志超に代わって前線で指揮を行う。しかし諸将を統率できず、軍紀も乱れていたため平壌の戦いで敗走。27日には九連城も陥落し、旅順の陥落を招くこととなった。その後、12月21日より劉坤一を補佐して30個営の援軍を派遣、営口を守っていたが、再び日本軍に敗れ、遼河以東の領土を失ったため処罰された。
1898年、毅軍は武衛左軍と改称され、錦州に駐屯した。この時すでに80歳と高齢であったため、義和団の乱の際は光緒26年6月4日（1900年7月）より馬玉昆を武衛左軍総統に継がせ、天津に派遣。しかし北京に進撃する八カ国連合軍に北倉で敗北した。また、新軍15営を玉田県に召募し親軍の編成を命じられ、程允和に主事を任せるも、こちらも敗走した。12月8日、武衛左軍の再編を立案し、光緒27年（1901年）4月、武衛左軍から9営を抽出して毅軍を再編、総統に姜桂題。
光緒28年（1902年）1月4日、中風により河南にて病死。三等男爵、二等軽車都尉。賢良祠に入祀。

## 評価

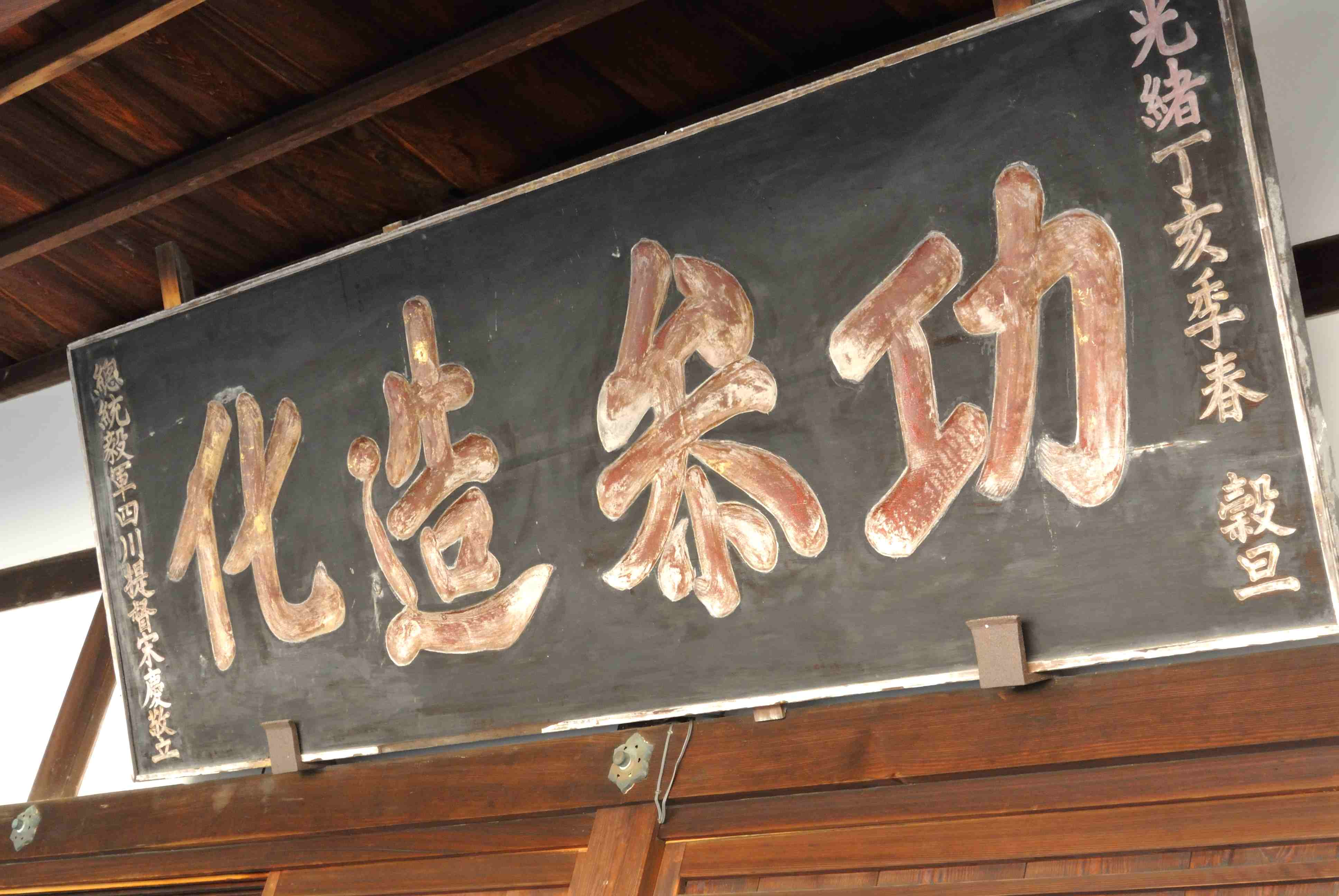
仁和寺にある扁額「功参造化」。「光著丁亥季春穀旦 総統毅軍四川提督宋慶敬立」とある。

徐世昌は光緒20年（1884年）の「請召詢重臣以定大計摺」で宋慶を「経験豊富な老将で、計略の雄大さは群を抜いている。独断で物事を進める余裕はあるが、統一的な立案には欠けている（老成宿将、雄略過人、獨當一面則有餘、統籌全局則不足）」と評している。